# 九字護身法
九字護身法，又稱九字真言，是指日本真言宗、修驗道所用的九字呪語：臨(りん)・兵(びょう)・闘(とう)・者(しゃ)・皆(かい)・陳(ちん)・列(れつ)・在(ざい)・前(ぜん)，配合相對應的手印和意念（即身、語、意三密）而施展的密法。該法所用九字源出中國道教的六甲秘祝，典出《靈寶五符》和《抱朴子內篇·登涉》，在入山時祝曰：臨・兵・鬥・者・皆・陣・列・前・行九個漢字，用以辟山中妖邪。
在一些通俗的小說、漫畫中九字真言，也是忍者的忍術咒語，與奇門遁甲混同變成一種新興二創文化。並隨著日本動畫片在世界各地盛行，這九字真言遂為大眾所熟知。 呪唸九字護身法時常輔以在空中畫字符或連續結手印（有九個手印與之一一對應）。

## 起源
這九字最早見於《太上靈寶五符序》：「入山呪曰：臨兵鬬者皆陳列前行九字耳。常祕呪，無所不辟」（陣為陳之分化字），是一種進入山林時，請召「六甲神兵」護衛的辟邪之術。東晉葛洪的《抱朴子内篇·登涉》稱為「六甲秘祝」：
|  | 入山宜知六甲秘祝。祝曰：「臨兵鬥者皆陣列前行」。凡九字，常當密祝之，無所不辟。要道不煩，此之謂也。 |

大意是说，入山宜知六甲秘祝，呪唸：統率士兵，打鬥者全列隊站好，向前行走。這九字，當常暗中祝唸，能讓人避開一切邪穢，切要之大道不煩雜，就是這意思。
六甲秘祝亦見於《黃帝九鼎神丹經訣·明防辟惡邪魅守神保身》、《上洞心丹經訣·太上外丹經節》。又《老子化胡經·卷二》、王契真《上清靈寶大法·金闕玄元道君滅九十六種外道一百八十天魔智慧神呪》、《靈寶無量度人上經大法·滅魔智慧呪》載有六甲秘祝之變體，稱是太上老君驅除外道天魔之神呪。
流傳至日本，六甲秘祝之呪語改為臨兵鬥者皆陳列在前，手勢則分為「切紙九字護身法」（密宗手印）、「早九字護身法」（四縱五橫符形）兩類。

### 切紙九字護身法
- 臨
  - 手印：獨鈷印
    - 双手食指立起，其他手指弯曲组合。
- 兵
  - 手印：大金剛輪印

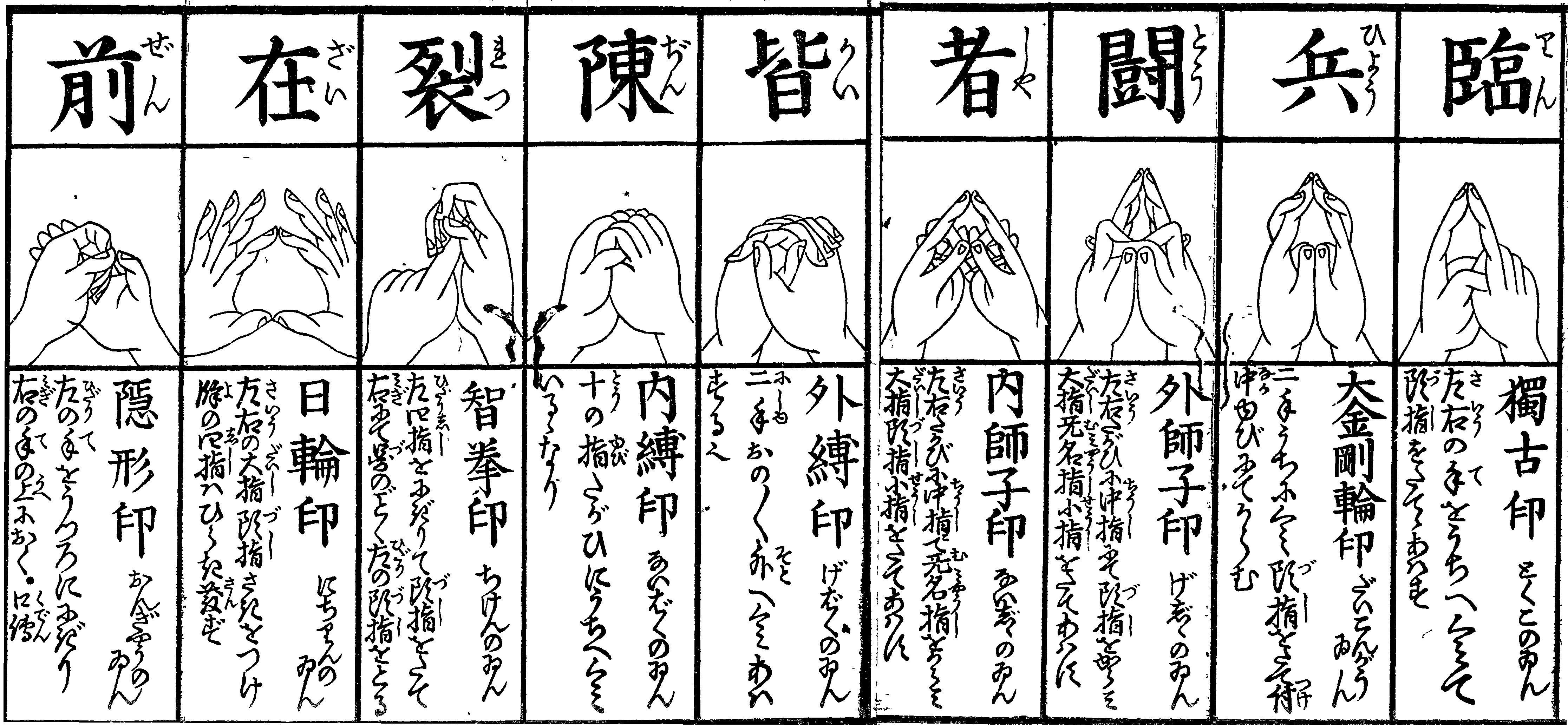
切紙九字護身法

    - 二手食指直立，使中指重叠其上，小指和无名指弯曲组合。拇指直立。

- 鬥
  - 手印：外獅子印
    - 无名指，中指，拇指直立，小指，食指弯曲组合。

- 者
  - 手印：內獅子印 
    - 食指，拇指直立，其他手指于指甲处交合。

- 皆
  - 手印：外縛印
    - 手指全部向外弯组合。

- 陣
  - 手印：內縛印
    - 手指全部向内弯曲组合。

- 列
  - 手印：智拳印
    - 左手食指立起，用右手握其指，拇指放进内侧。

- 在
  - 手印：日輪印
    - 二手的拇指和食指围成圆形。

- 前
  - 手印：隱形印（寶瓶印）
    - 左手的拇指和食指圈起，左手其余手指轻轻握拳，以右手包覆左手。

### 早九字護身法

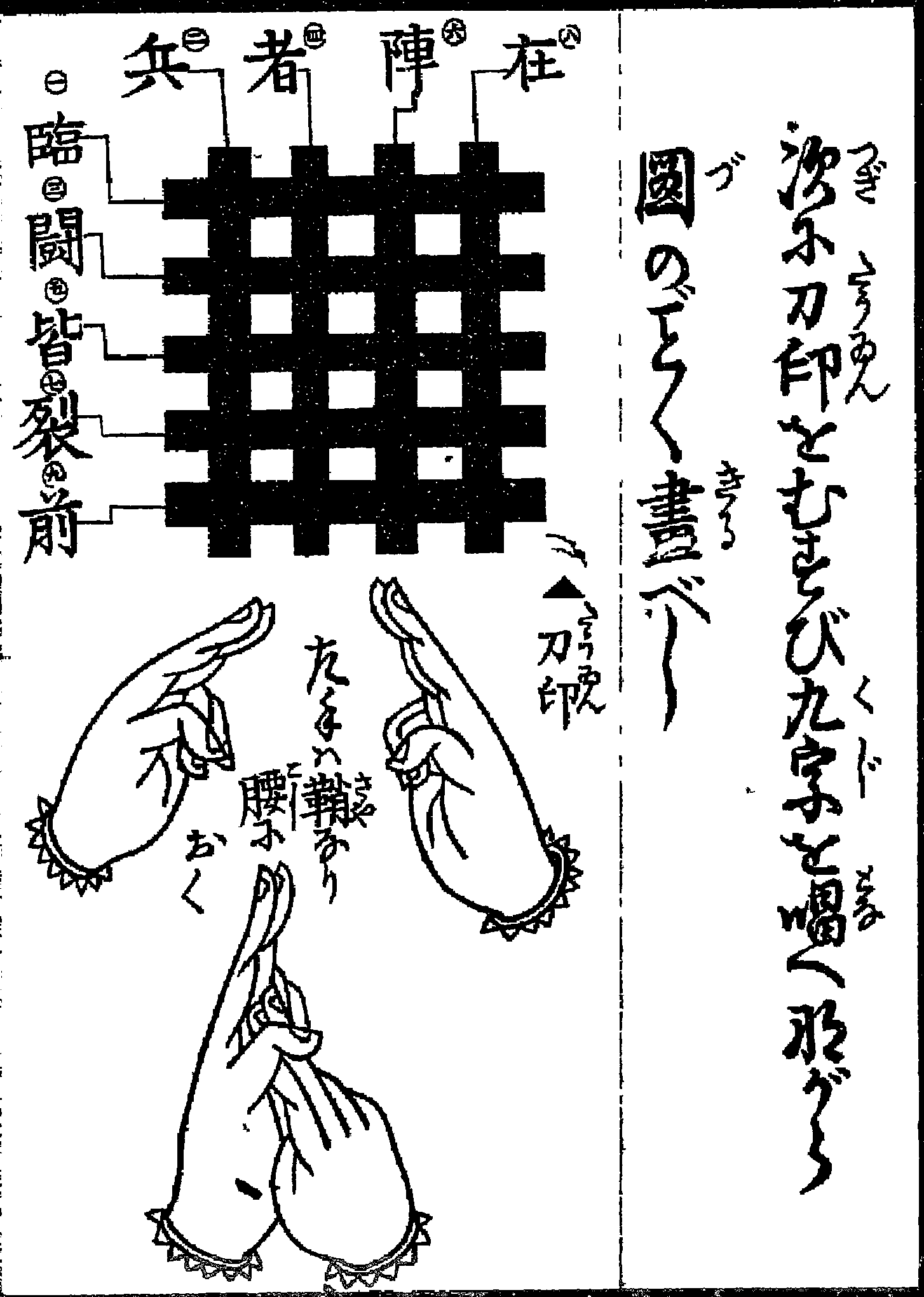
早九字護身法

主要為陰陽道、修驗道使用，動作象徵拔刀將邪惡切除，每唸一字就手指在空中畫一線。
四縱五橫之符形來自道教，《黃帝太乙八門入式訣》卷下載有種種「六丁玉女之術」，其「四縱五橫圖」稱：「玉女曰：上將軍披頭跣足，仗劍躡足而去。如受持此法，庶人一般用之。咒日：四縱五橫，六甲六丁，蚩尤治道，蒙恬被兵。周遊天下，還復往反，所有虎狼賊盜，一切惡毒，並赴吾魁罡之下，無動無作，急急如律令敕。」 《上清天蓬伏魔大法》中，亦收四縱五橫圖，稱為“九龍符”，配合步罡踏斗，用於治病解厄。
日本陰陽道等傳統將四縱五橫和六甲秘祝配對，不過在中國道教和方術傳統中，則未見到有將六甲秘祝和四縱五橫符結合之作法。

## 其他的九字
《道法會元》中載有數種九字，如：「分(附加雲頭、火旁、鬼旁)吼元圭對令焱景華」（出〈九天雷晶元章〉）、「 吩吼𠰂哇嚉⿰口靈啖𠾶嘩」（出〈雷霆飛捷使者大法〉）、「分吼元圭對令炎景華」（出〈九州社令蠻雷大法〉）、「昴飛碧轟赫奕震離兊」（出〈雷霆三要一炁火雷使者法〉）、「五嶽四瀆諱」（出處同前）、「九字靈章」（出處同前）、「罡玄互英因晃隆瞿烕(九字左側皆附加鬼旁)」（出〈雷霆欻火張使者祕法〉）。
在日本還有其他類型的九字呪語，如「天元行體神變神通力」、「令百由旬内無諸衰患」、「阿耨多羅三藐三菩提」、「青龍・白虎・朱雀・玄武・勾陳・帝台・文王・三台・玉女」等等。

## 誤傳
「臨兵鬥者皆數組前行」是Word軟體進行校字工作時，會將「陣列」轉成「數組」，因為英文Martix 可寫作「陣列」，但也有寫成「數組」，因此誤衍生出來的。
另一說「數組」來源為明朝《正統道藏》之說，但同樣是錯誤的，明刊《正统道藏》影印圖檔顯示為「陣列」，起源應為網路傳言為解釋上述錯誤而張冠李戴。

## 影視文學作品引用情況
- 中國大陸手機遊戲《忍者必須死3》（台港澳國際服為《忍者必須死》）中，主角小黑唸出九字護身法（「臨兵鬥者皆陣列在前」）以釋放角色大絕火龍炎彈。
- 亞洲電視劇集《我和殭屍有個約會》（1998年）中，女主角馬小玲的天雷陣，以九字真言法印喚出靈獸神龍降伏妖孽。
- 日本漫畫家荻野真的漫畫《孔雀王》及改編電影《孔雀王子》、《阿修羅》。
- 黃易武俠小說《大唐雙龍傳》中，男主角之一的徐子陵從真言大師所學的真言印法來自九字護身法，天性可剋制魔門的武學。
- 溫瑞安武俠小說《說英雄誰是英雄》中，六分半堂總堂主雷損的武功「密宗快慢九字訣」，亦出自九字護身法。
- 日本動畫《美少女戰士》裡的火野麗以九字護身法(「臨兵鬥者皆陣列在前—惡靈退散！」)使出必死技。
- 中國劇《女醫明妃傳》第17集中，女主角杭允賢以九字真言治易怒之太后眼疾。
- 暴雪娛樂旗下遊戲《鬥陣特攻》中，源氏的待命語音之一。
- 萬代南夢宮旗下的格鬥遊戲《鐵拳系列》的其中一個角色Raven使用此護身法。
- 日本動畫 《［［keroro軍曹］］》東谷小雪召喚忍村的忍者用九字護身法（「 臨兵鬥者皆陣列在前」）封印紙做的龍。
- 日本動畫 《鸦天狗卡布都》主角黑鹰用「 臨兵鬥者皆陣列在前」作为必杀技，睡着也可以发动。
- Switch遊戲《［［薩爾達傳說 曠野之息］］》中依蓋隊襲擊主角林克的時候和在DLC2 英傑之詩篇進行最終考驗與導師米茲·喬西亞決戰時，均會在瞬間移動攻擊之前出現（「 臨兵鬥者皆陣列在前」）的法陣。
- 網路小說《苗疆巫蠱師》（作者：流年）將「臨兵鬥者皆陣列在前」設定為由佛教「九會壇城」中的「靈鏢統洽解心裂齊禪」轉化而來，不過這是小說設定，九會壇城並無此種說法。